# Frivaldszky Imre
Frivaldi Frivaldszky Imre (Bacskó, 1799. február 6. – Jobbágyi, 1870. október 19.) magyar természettudós, az MTA tagja. Botanikai szakmunkákban nevének rövidítése: „Friv.”. Zoológiai szakmunkákban nevének rövidítése: „Frivaldszky”.

## Életpályája
A gimnázium két osztályát Sátoraljaújhelyen kezdte el, majd Egerben és Kassán tanult, ahol érettségit is tett. 1814-ben Kitaibel Pál hegyaljai kirándulásra vitte: itt került közel a természettudományokhoz  A pesti egyetemen az orvosi pályára készült, eközben többször is természetrajzi utazást tett. Egyik tanára - Kitaibel utódja - Schuster János volt. 1821-ben doktorrá avatták; 1822-ben a Magyar Nemzeti Múzeumhoz került és itt szolgált különböző rangfokozatokban 1851-ig, amikor nyugalomba vonult.
Tudományos pályafutását a növénytan terén kezdte meg, de nemsokára az állattanhoz pártolt át. Mint leíró zoológus első volt hazánkban; nevét külföldön is tisztelettel emlegették. Előszeretettel gyűjtötte és tanulmányozta a rovarokat, de a csigákkal is szép eredményeket ért el. Hazánk faunájából nagyon sok rovart és csigát irt le, de nagy érdemeket szerzett a Balkán természetrajzi viszonyainak ismertetésével is, a melynek érdekében négy ízben rendezett eredménydús gyűjtőexpedíciókat. Tudományos érdemeinek jutalmazásául a Magyar Tudományos Akadémia 1833-ban levelező, 1838-ban rendes tagjának választotta, ezen kívül számos külföldi tudományos testület is megtisztelte azzal, hogy tagjai sorába felvette.

## Művei
Számos kisebb-nagyobb dolgozata jelent meg magyar és német nyelven. Ezek közül különösen fontos a Jellemző adatok Magyarország faunájához című, amelyet az MTA 1870-ben a nagy jutalommal tüntetett ki.
- Dissertatio inaug. medica sistens monographiam serpentum Hungariae. Pest, 1823.
- Catalogus insectorum Emerici Frivaldszky. Pest, 1834.
- Javaslat a természettudományok hazánkban felvirágoztatása ügyében. Pest, 1844.
- Értekezés a vándor sáskáról, természetrajzi és státus-gazdászati szempontból. Buda, 1848. Két tábla rajzzal.